# Damboya
Damboya (aussi Deniboya ou Daniboya) est l'un des woredas de la région des nations, nationalités et peuples du Sud de l'Éthiopie transférés dans la région Éthiopie du Centre en 2023. Situé dans la zone Kembata, ce district est bordé au sud par Kedida Gamela, à l'ouest par Angacha, au nord par la zone Hadiya, et à l'est par la rivière Bilate qui la sépare de la zone Halaba. Il s'est détaché anciennement de son voisin Kedida Gamela et porte le nom de son chef-lieu, la ville de Damboya ou Denboya, qui est sa principale agglomération.

## Données démographiques
D'après le recensement de 2007 mené par l'agence centrale de la statistique (Éthiopie), ce district compte 82 622 habitants dont 8 122 citadins, soit 10 % de sa population. La majorité des habitants (82 %) sont protestants, 10 % sont musulmans, 5 % sont orthodoxes et 2 % sont catholiques.
En 2022, sa population est estimée à 118 721 personnes avec une densité de population de 728 personnes par km2 et 163 km2 de superficie,.

## Chef-lieu
La ville de Damboya, également appelée Diniboya ou Denboya, est la seule ville recensée dans le district.
Elle a 8 122 habitants en 2007 et se trouve une quinzaine de kilomètres au nord de Durame sur la route reliant Hosaena à Alaba Kulito.